# 燕三条エフエム放送
燕三条エフエム放送（つばめさんじょうエフエムほうそう）は、新潟県燕市に本社・演奏所を置き超短波放送（FM放送）を行う特定地上基幹放送事業者である。
ラヂオは〜との愛称でコミュニティ放送を行っている。

## 概要
社名の通り、燕市と三条市を中心に放送を行っている。燕市に演奏所、三条市に送信所が置かれている。2014年3月までは両市境にまたがるJR東日本燕三条駅構内に設置されていたが、2014年春に燕市交通公園内に移転した。
マスメディア集中排除原則にて公表される10%以上保有の株主はないが、三条市のアークランズの経営者一族が会長を、燕市の中央タクシー代表が社長を務めている。
日曜深夜を含む24時間放送を行っている。自社制作番組以外の時間は開局当初から数年はミュージックバードの番組を再送信していたがJ-WAVEとの契約に切り替えていたものの、2024年7月から再びミュージックバードの再送信に移行した。日曜日は10分しか自社制作番組がなく、ほとんどがミュージックバードの編成となっている。

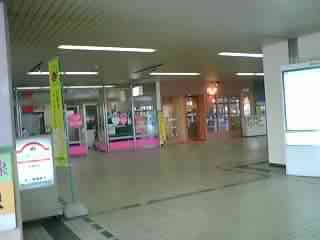
燕三条駅構内に2014年3月まであったブース

## 主な制作番組
- モーニングハート −いいねっか亭ー（2024年7月1日から毎週月 - 木曜日）
- LIVE@MORNING（2024年2月1日に復活）
- ドコモショップ三条中央店プレゼンツ・ドコモで昼ラジ～☆
- みんなで介護ここでいっぷく
- つばめさんじょう系さとちん電波 （2012年4月から・毎週金曜日）
- 突撃 生ラジオ（2012年4月から）
- は〜と健康相談室
- ワイワイ女性ひろば
- まゆの部屋
- 四畳半スタジオ (2024年7月2日から・毎週火 - 木曜日 14:00 - 15:55)
- オレンジGOAL!
- Schoolウォッチャー!
- 新農業野菜作り講座 (2025年3月24日から・毎月1回月曜日 14:00-15:00)
- ★ヒジヤン★のゲームセンター768（第3土曜日 12:00 - 13:00、2017年4月スタート）
- 川上真樹のMackie's Cafe（第4土曜日 13:00 - 15:00）

### 終了した番組
- きよ里・マーシー野村の「人生おまけつき」（第3土曜日 2015年1月 - 4月）
- Heart Style Café
- “歌謡人”
- 『Slow ♥ Remix』（2013年1月から2014年7月まで）
- evening place
- マーシーくんとkyot@!くん
- KRRロックバーリテゥドゥ
- キネマカンテツ座 PRESENTS カンテツ放送委員会（第2土曜日、2014年12月から2017年3月まで）
- ペレットステーション
- さとちんの演歌ごめんなすって!（毎週火曜日 13:00 - 15:00、2018年4月3日から2020年9月29日まで）
- 下水道ラジオ
- PARADISE JAM（毎週木・金曜日 14:00 - 15:30、2016年4月1日から2021年10月1日まで）
- きよ里のわがまま土曜日（第3土曜日 12:00 - 14:00、2015年6月から2023年3月まで）
- 石ちゃん Kazmiń ミュージックアワー（第1土曜日 12:00 - 14:00、2006年 - 2024年3月2日まで）
- 松本愛のやっぱり夜が好き。（第2土曜日 19:00 - 21:00、2024年3月9日で終了）
- ひとちん電波びより（2015年4月から2024年6月28日まで）
- まちの作り手編集部（2024年6月26日まで）
- ミュージック・フリーク・アウト
- プチヴィーム
- 三条マルシェプレゼンツ　エフエム商店街

## 特記
- 2004年（平成16年）7月に新潟・福島豪雨が発生した際には、通常番組を全て休止し、被災者の安否情報を中心に、避難情報・生活関連情報放送を随時放送した[2]。このとき、ラヂオは～と専用ラジオを、被災していない聴取者からの提供も受けつつ、希望する被災者に無料で提供した。
  - このラヂオは～と専用ラジオは2000年に同局から発売されていた乾電池を電源とする防滴仕様の周波数固定据置型ラジオで、放送エリア内である燕市に本社を置くツインバード工業の製品（品番・AV-9145TS。「TS」が燕三条エフエム仕様である事を指す）。
  - 三条市、燕市と災害協定を結び、災害時には市役所や消防署から電話による緊急割り込み放送が行われる。さらに2006年4月から運用開始された三条市の同報系防災行政無線とも災害時には同時放送を行う予定。これに伴い、2008年から両市の一部世帯にそれぞれ一方の市の緊急放送に対応したURO電子工業製の緊急放送対応ラジオを配布、同局での販売も行っている。
  - 市町村合併により放送エリアである三条・燕両市の面積が広がったため、2006年4月より送信所を開局以来使用してきた燕市内から三条市内の大崎山に移転し、山間部の旧下田村地域向けに中継局を新設した。

- 2014年（平成26年）4月 - 本社を燕市に移転。
- 2017年（平成29年）4月24日 - 本社を増築し、サテライトスタジオPPCの運用を開始。
- 2019年（令和元年）7月1日 - FM++にてインターネット配信を開始。